# Zeitung vum Lëtzebuerger Vollek
Zeitung vum Lëtzebuerger Vollek és un diari luxemburguès publicat pel Partit Comunista de Luxemburg. Zeitung vum Lëtzebuerger Vollek va néixer el 1946 i es va publicar en alemany. Va rebre 353.281 euros en la subvenció de la premsa estatal, el 2009. La 2004 va tenir un tiratge de 1.000 còpies.